# Hallalhotsoot
Hallalhotsoot, ook bekend als Chief Laywer, (ca. 1797 - Kamiah, 3 januari 1876) was een leider van de Nez Percé en behoort tot diens bekendste leiders na Chief Joseph.

## Biografie
Zijn naam duikt voor het eerst op in 1836 bij een ontmoeting met de fysicus Marcus Whitman en verkreeg van hem de bijnaam "Laywer" vanwege zijn welsprekendheid. Hij diende als gids voor Whitman tijdens diens reis. In 1855 was Hallalhotsoot aanwezig bij de Raad van Walla Walla. Ook nadat het goud werd gevonden aan Pierce ging hij akkoord met nieuwe landconcessies. Old Chief Joseph accepteerde deze concessies niet en daardoor werd hij in 1872 als leider van de stam afgezet. Hallalhotsoot overleed drie jaar later in Kamiah en werd begraven op de begraafplaats van de presbyteriaanse kerk waar hij een ouderling van was.